# Resident Evil 6
Resident Evil 6, conosciuto in Giappone come Biohazard 6 (バイオハザード6?, Baiohazādo 6), è un videogioco di genere survival horror sviluppato dalla casa di sviluppo Capcom. Il videogioco è stato pubblicato da Capcom il 2 ottobre 2012 per PlayStation 3 e Xbox 360 e su Microsoft Windows nel corso del 2013.
Nel 2016 Capcom ha pubblicato una versione rimasterizzata del gioco per PlayStation 4 e Xbox One, portando il titolo a una risoluzione di 1080p e un framerate di 60 fps. Nel 2019 arriva invece la versione per Nintendo Switch.

## Trama
Cronologicamente il primo capitolo a svolgersi nel gioco è ambientato nel dicembre del 2012, nella fittizia nazione est-europea denominata "Edonia". Sono passati quindici anni dall'incidente di Raccoon City, nove dal crollo della Umbrella Corporation e a distanza di tutto questo tempo il mercato nero delle BOW ne ha permesso la diffusione nei maggiori conflitti del mondo.
Chris Redfield viene mandato dalla BSAA, di cui fa parte, nella repubblica europea di Edonia, dove da qualche tempo le forze antigovernative hanno iniziato a fare uso di un nuovo tipo di arma bio-organica. Si tratta del Virus C, creato dai superstiti della Umbrella dall'unione dei virus T e G con le Plagas recuperate in Spagna, che oltre a permettere la creazione di pericolose armi biologiche consente agli uomini che ne sono infetti di potenziare le prestazioni in combattimento superando i propri limiti fisici.
Contemporaneamente, anche Sherry Birkin, divenuta un agente governativo agli ordini del segretario alla sicurezza nazionale Derek Simmons, arriva in Edonia. La sua missione è recuperare Jake Muller, un mercenario che oltre a possedere eccezionali doti combattive risulta essere immune agli effetti del virus, e potrebbe essere la chiave per sviluppare un vaccino. Le due parti si incontrano nella capitale dello stato, collaborando per abbattere una gigantesca BOW, quindi Sherry e Jake si imbarcano su un elicottero per fare ritorno in America, mentre Chris e la sua squadra continuano ad esplorare la città in cerca di chi abbia fornito il virus ai ribelli. Avventuratisi nel municipio, incontrano Ada Wong, che afferma di essere una ricercatrice usata dalla Neo Umbrella, una non meglio specificata setta segreta fondata dagli ex scienziati ancora in circolazione della vecchia società, che attira la squadra in una trappola per poi infettarli con il virus mutandoli a loro volta in armi bio-organiche. Riescono a salvarsi solo Piers Nivas, il secondo in comando, e Chris, che tuttavia nella fuga subisce un trauma che gli procura un'amnesia.
Nel frattempo, l'elicottero di Sherry e Jake viene assalito e abbattuto dall'Ustanak, una BOW di Neo Umbrella che ha l'incarico di catturare Jake, e dopo una lunga quanto inutile fuga attraverso le montagne di Edonia (durante la quale Sherry darà prova dei propri poteri rigenerativi derivatigli dal Virus G) verranno infine fatti prigionieri.
Alcuni mesi dopo, Leon Scott Kennedy accompagna il suo vecchio amico Adam Benford, ora presidente, in una visita ufficiale all'Università di Tall Oaks. Il Presidente ha infatti deciso di rivelare la verità dietro a ciò che è avvenuto a Raccoon City e al ruolo chiave avuto dalla Umbrella nella faccenda ma soprattutto la parte avuta dal governo nel mascherare la tragedia, nella speranza che possa frenare la ripresa delle attività nel campo del bioterrorismo. Quando la sede subisce un attentato bioterroristico con il nuovo Virus C (i cui effetti, se inalato in forma gassosa, sono simili a quelli del Virus T), Leon è costretto ad affrontare un Presidente infettato e irriconoscibile e a prendere la decisione più difficile, uccidendolo.
Oltre a Leon, l'unica altra sopravvissuta all'attacco all'università è Helena Harper, un nuovo membro dei servizi segreti.
Leon viene contattato da Ingrid Hunnigan, che viene informata della morte del presidente, dopo di che Helena chiede a Leon di raggiungere a tutti i costi la cattedrale di Tall Oaks, dove avrebbero trovato le risposte alle loro domande.
Il contagio però si è diffuso nel frattempo dal campus all'intera Tall Oaks, facendone una nuova Raccoon City, e i due, dopo una lunga fuga attraverso le strade e le gallerie delle città, incontrano un gruppo di sopravvissuti. Insieme progettano la fuga dalla città e riescono a fuggire con un bus, diretti alla cattedrale di Tall Oaks, dove si è rifugiata la maggior parte dei sopravvissuti, ma salvo Leon ed Helena tutti gli altri moriranno durante il viaggio.
Dopo essere riusciti ad entrare nella cattedrale, per accedere ai livelli inferiori il duo libera inavvertitamente un Lepotitsa, un mostro capace di infettare gli esseri umani tramite un gas che fuoriesce dal suo corpo. Dopo aver abbattuto il mostro e ucciso i sopravvissuti ormai tramutati in zombi, Leon ed Helena entrano nei laboratori segreti della chiesa e qui, Helena comincia a cercare affannosamente Deborah Harper, sua sorella minore, rivelando di essere stata costretta ad aiutare i terroristi nel loro attacco dopo che questi l'avevano presa in ostaggio. Helena rivela inoltre che uno dei capi della Neo Umbrella non è altri che Derek Simmons, il quale sicuramente è responsabile anche dell'attacco a Tall Oaks. Nei laboratori trovano inoltre un filmato dove si vede Ada Wong uscire da un bozzolo di virus C. Leon rimane confuso.
Dopo un po' i due agenti arrivano in una profonda miniera e trovano Deborah Harper visibilmente scossa, ma non passa molto tempo che la ragazza, ormai infettata dal virus-C, muta, rinasce da un nuovo bozzolo e si trasforma in una terrificante B.O.W.
Con il tempestivo intervento di Ada, i due agenti sono costretti ad eliminare Deborah, ma Helena prima di lasciarla cadere nel vuoto giura vendetta per la sua morte.
Leon contatta Ingrid Hunnigan, trovando assieme a lei anche Simmons, che prima nega le accuse rivolte contro di lui e quindi ribalta la situazione incolpando i due agenti sia dell'attacco che dell'omicidio del presidente.
Dopo essere riusciti a fuggire dai sotterranei del laboratorio, Leon chiede a Hunnigan di inscenare la loro morte, in modo da poter affrontare Simmons, che sta dirigendosi in Cina.
Le ultime vicende del gioco si ambientano in Cina dopo il 30 giugno del 2013. Sherry e Jake, rimasti per mesi ostaggio di Neo Umbrella e sottoposti a vari esperimenti per via delle loro capacità sovrumane, riescono a liberarsi e fuggono dal centro in cui sono rinchiusi, non prima però che Jake abbia scoperto di essere il figlio di Albert Wesker (da qui i suoi poteri).
Quello che non sanno è che nel frattempo i terroristi hanno lanciato un gigantesco attacco su vasta scala nella città in cui si trovano, la quale si trova ora in un vero e proprio stato di assedio.
A capo di una delle squadre inviate a sventare l'attacco c'è Chris, recuperato da Piers in Edonia dopo un periodo di depressione a seguito della fallita missione e convinto a riprendere il proprio ruolo, che dopo aver ricordato quanto accaduto sei mesi prima decide di mettersi alla ricerca di Ada, la cui presenza è stata confermata in città.
Ancora una volta, Sherry e Chris si rincontreranno, e grazie all'aiuto della squadra BSAA Sherry e Jake riescono a rompere un accerchiamento in cui erano caduti riprendendo la loro fuga per raggiungere Simmons, che Sherry ha saputo essere in Cina.
Chris e Piers, dal canto loro, continuano ad inseguire Ada, ma ancora una volta la loro missione, anche a causa della folle determinazione a vendicarsi di Chris, costerà la morte di tutti i loro compagni, cosa che li renderà ancor più determinati a catturare la donna per farle pagare tutte le sue colpe.
Nel frattempo Jake e Sherry continuano la loro fuga, perennemente tallonati da Ustanak, fino ad imbattersi casualmente nell'atterraggio di emergenza dell'aereo dove si trovano Leon ed Helena, costretti a tale manovra dopo che un nuovo Lepotitsa aveva diffuso il Virus C a bordo del velivolo. In questo modo Sherry viene a sapere del coinvolgimento di Simmons nell'intera vicenda, restandone molto sconvolta, dal momento che Simmons è anche la persona che si è presa cura di lei dopo l'incidente di Raccoon City. Insieme i 4 riescono a fermare momentaneamente Ustanak, ma vengono poi separati dalla caduta di una gru, promettendo tuttavia di rincontrarsi al luogo dove Sherry dovrebbe incontrarsi con Simmons.
Nel cammino verso il punto d'incontro Leon ed Helena si imbattono in Ada, stavolta inaspettatamente schierata contro di loro. Leon, sorpreso e ancora più confuso, tenta disperatamente di raggiungerla, ma la trova sotto tiro da due uomini della B.S.A.A. Dopo aver affrontato uno dei due corpo a corpo nota che si tratta di Chris. Nonostante Chris voglia catturarla, se non addirittura ucciderla, Leon gli si oppone, dicendole che intende proteggerla, e approfittando della confusione Ada riesce a dileguarsi. Mentre Chris e Piers la inseguono, riuscendo a braccarla fino a bordo di una nave militare di Neo Umbrella, Leon ed Helena raggiungono Sherry e Jake al punto d'incontro, rendendo a questo punto palese il tradimento di Simmons, che su ordine di Neo Umbrella ha ucciso il presidente perché non rivelasse la verità su Raccoon City. Sherry e Jake nella sparatoria che segue vengono nuovamente catturati, e portati stavolta in una piattaforma petrolifera sottomarina al largo della città, mentre Leon ed Helena affrontano Simmons, che tradito da Ada e da Neo Umbrella (che si rivela essere una organizzazione formata da persone estremamente potenti ed influenti in campo internazionale) viene infettato col Virus C tramutandosi a sua volta in una mostruosa BOW (dotato però ancora di una coscienza umana).
Dopo un lungo scontro e constatando che la famiglia, l'organizzazione segreta per cui lavora, lo ha abbandonato, Derek viene apparentemente eliminato dai protagonisti. Tutto sembra finito, ma poco dopo Leon riceve da Hunnigan la notizia che Jake e Sherry sono stati rapiti. Chiede quindi di contattare degli agenti B.S.A.A sull'area e casualmente si tratta di Chris e Piers, che dopo aver constatato l'apparente morte di Ada si sono messi in volo per raggiungere una portaerei da cui sta per essere lanciato un missile verso Langshiang. I due agenti tuttavia non riescono ad impedire che il missile venga lanciato, e così Chris, appena messosi in contatto con Leon, gli intima di andarsene subito.
Il missile si rivela contenere un'altissima quantità di Virus C allo stato gassoso, che a seguito dell'esplosione sui cieli di Langshiang si propaga velocissimo per la città infettando e uccidendo quasi l'intera popolazione.
Leon chiede a Chris di salvare Jake e Sherry dal pozzo petrolifero, rivelandogli inoltre che Jake è il figlio di Albert Wesker. Prima di congedarsi, Chris confessa a Leon che Ada è morta. Anche se abbattuto dalla notizia, Leon insieme ad Helena decide di raggiungere la torre quadra per aiutare i soldati B.S.A.A e i sopravvissuti che si stanno radunando lì.
Con molta fatica, e grazie anche all'aiuto di un'apparentemente rediviva Ada, Leon ed Helena raggiungono la Torre Quadra, dove però scoprono che Simmons, in realtà ancora vivo, è arrivato prima di loro massacrando i sopravvissuti. Ne segue una lunga ed interminabile corsa verso l'alto, combattendo contro Simmons, che assumendo le forme prima di un mostro enorme dalle sembianze di un tirannosauro e poi di un gigantesco insetto mutante, continua ad ostacolare Leon ed Helena nella corsa verso la salvezza. Leon ed Helena riescono infine ad ucciderlo utilizzando un razzo di un RPG. Mentre i due si apprestano a scappare dalla città trovano a bordo dell'elicottero di Ada, dei dati che la donna ha lasciato, i quali provano la colpevolezza di Simmons nell'attacco bioterroristico di Tall Oaks e nella conseguente morte del Presidente Benford, scagionando dunque Leon ed Helena i quali hanno terminato con successo la loro missione e possono tornare a casa a bordo dell'elicottero. Nel frattempo Ada distrugge tutti i documenti e le ricerche sul Virus C nei sotterranei della torre infliggendo un duro colpo alla Neo Umbrella.
Contemporaneamente, sulla stazione petroliera, Sherry e Jake riescono a liberarsi, ricongiungendosi con Chris e Piers. Chris e Jake hanno un momento di tensione quando Chris rivela a Jake di aver ucciso suo padre, poi le due parti decidono di allearsi per riuscire a scappare prima che la stazione crolli. Jake e Sherry, rimasti separati dal resto della squadra, riusciranno ad abbandonare la stazione dopo aver sistemato definitivamente i conti con Ustanak, mentre Chris e Piers si ritroveranno a dover fare i conti con Haos, l'arma biologica definitiva. Piers, rimasto gravemente ferito, si inietterà un campione di Virus C per affrontare il mostro, e per questo una volta finita la battaglia deciderà di restare nella struttura costringendo solo Chris a scappare e sacrificando la propria vita per infliggere il colpo di grazia ad Haos.
Terminata la crisi, tutti i membri vanno per la loro strada. Leon e Sherry tornano a ricoprire i propri posti di agenti governativi, mentre Helena viene riconosciuta innocente dalle accuse a suo carico e riprende il proprio posto di capo della sicurezza del nuovo presidente. Chris, superato il trauma della morte dei suoi compagni, accetta di guidare una nuova squadra. Quanto a Jake, dopo aver informato Sherry via sms di aver abbassato la propria parcella per il servizio reso a cinquanta dollari (mentre prima ne aveva richiesti cinquanta milioni), indossa degli occhiali da sole scuri come quelli indossati dal padre ed inizia un viaggio in giro per il mondo per difendere le popolazioni civili dalle BOW. L'ultimo filmato del gioco mostra infatti Jake che in un paese orientale si lancia in difesa di un bambino contro delle orde di BOW.

### La storia di Ada
Le vicende che vedono protagonista Ada in questo gioco si svolgono tra il 27 giugno 2013 e il 7 luglio 2013 Tall Oaks poi in Langshiang, Cina. Completando tutte e tre le campagne principali è possibile sbloccare la campagna segreta relativa ad Ada Wong, tramite la quale è possibile conoscere altri aspetti relativi alla trama rimasti insoluti. Si viene quindi a sapere che la Ada Wong inseguita da Chris e responsabile sia dell'attentato terroristico in Cina che del rapimento di Jake è in realtà un Doppelgänger. La sua vera identità è quella di Carla Radames, una ricercatrice di Neo-Umbrella e creatrice del Virus C.
Lei e Simmons erano stati amanti, ma Simmons, ossessionato da Ada Wong, aveva ordinato di testare su di lei il virus per mutare il suo aspetto fino a farla rassomigliare alla vera Ada. Sentendosi tradita, Carla decise quindi di dare inizio al suo piano per tradire Neo-Umbrella, vendicarsi di Simmons e distruggere l'equilibrio politico mondiale creato dai capi dell'organizzazione, facendo però in modo di far ricadere tutta la colpa sulla vera Ada.
Le due Ada si incontrano dopo l'uccisione di Carla da parte dei suoi vecchi compagni. Prima di morire Carla si inietta una massiccia dose di Virus C che trasforma il suo corpo in una sorta di gigantesca massa fangosa che arriva a ricoprire per intero la nave sulla quale stanno combattendo. Ada riuscirà però a salvarsi raggiungendo un elicottero, e tornata in città combatte al fianco di Leon ed Helena per eliminare definitivamente Simmons per poi andarsene dopo aver cancellato ogni prova del furto della sua identità.

## Personaggi
I protagonisti delle varie campagne sono i seguenti:
- Leon Scott Kennedy, 36 anni, storico sopravvissuto alla tragedia di Raccoon City e attualmente uno degli agenti governativi più rispettabili alla Casa Bianca tanto da essere amico del Presidente in persona. In questo capitolo, Leon sarà il protagonista essendo il primo personaggio da impersonare comparendo già nel prologo. Verrà affiancato da Helena Harper, membro del corpo di protezione dei servizi segreti.
- Helena Harper, 24 anni, è un agente del governo. Ha una sorella che si chiama Debora Harper.
- Chris Redfield, 39 anni, altro personaggio storico della serie ora capitano pluridecorato della B.S.A.A. Il suo compagno sarà Piers Nivans, altro agente di punta della B.S.A.A. per il quale nutre profondo rispetto, ricambiato.
- Piers Nivans, 26 anni, personaggio nuovo della serie, è un agente operativo della B.S.A.A. nordamericana. Il suo capo è Chris Redfield.
- Jake Muller, 20 anni, personaggio nuovo della serie, è un mercenario interessato solo al denaro e sorprendentemente molto abile nel corpo a corpo. Sarà accompagnato da Sherry Birkin, un'altra sopravvissuta di Raccoon City (RE2), che avrà il compito di proteggerlo. È il figlio di Albert Wesker.
- Sherry Birkin, 26 anni, altro personaggio storico della serie e una delle poche persone sopravvissute all'incidente di Raccoon City. Proprio a Raccoon City viene contagiata dal virus G a cui però riesce a sopravvivere, divenendo così una cavia umana per gli studi effettuati dal governo statunitense sui comportamenti dei virus. Nel 2009 le viene offerto l'incarico di agente speciale a servizio degli Stati Uniti d'America. Nel dicembre 2012, Derek C. Simmons ordina a Sherry di infiltrarsi nella Repubblica di Edonia per trovare un mercenario di nome Jake Muller, che portava anticorpi al virus C.
- Ada Wong, storica e attraente spia della serie. Nel 1998 Albert Wesker manda Ada a Raccoon City per recuperare un campione di virus G. È proprio là che incontra Leon Scott Kennedy. Nel 2013 si infiltra in un sottomarino dopo essere stata contattata da Derek C. Simmons che non sentiva da tanto tempo. Attraverso questa campagna si può avere un quadro generale dell'intera trama del gioco.
- Adam Benford, alto funzionario del governo che in precedenza aveva prestato servizio militare negli Stati Uniti, per poi diventare il Presidente degli Stati Uniti. Nel 1998, durante la distruzione di Raccoon City il presidente degli Stati Uniti di quel tempo e il senato decisero di attuare l'"operazione di sterilizzazione" nota come "CODICE: XX". A quel tempo, Adam era un ufficiale. Fu lui stesso ad interessarsi alla straordinaria fuga dell'agente della polizia di Raccoon, Leon S. Kennedy, e ad offrirgli una nuova carriera in un'agenzia militare segreta sotto la supervisione del governo degli Stati Uniti. Con gli obiettivi comuni e un rispetto reciproco, sono diventati amici durante i loro dieci anni di lotta bioterrorismo insieme. Nel 2011 Benford creò la FSO. Intanto nel 2013, il presidente Benford prevede di fare un discorso alla Ivy University nella città di Tall Oaks, al fine di annunciare la "verità di Raccoon City" al mondo, in cui il governo degli Stati Uniti è stato coinvolto e sapeva sulle attività della Umbrella Corporation. Egli credeva che questo fosse l'unico modo per andare avanti con la lotta al bioterrorismo, ma sapeva che ciò avrebbe probabilmente causato più problemi di quanti ne potesse risolvere, ed era consapevole del fatto che molte persone avevano messo in dubbio la sua decisione. Tra coloro che non voleva che rivelasse la verità sull'incidente di Raccoon City era l'organizzazione segreta conosciuta come "La Famiglia" e il suo leader, capo della sicurezza nazionale Derek C. Simmons. Temendo il caos conseguente che deriverebbe dal discorso previsto del presidente Benford, Simmons ha orchestrato un attacco di bioterrorismo su Tall Oaks, dove il presidente Benford sarebbe una delle molte vittime. Il 29 giugno 2013, il presidente Benford è stato infettato con il virus C ed è diventato uno zombi a causa dell'attacco di bioterroristico di Simmons. È stato ucciso da Leon S. Kennedy prima che potesse attaccare l'agente dei servizi segreti degli Stati Uniti Helena Harper.
- Derek C. Simmons, il Consigliere per la sicurezza nazionale durante il mandato del presidente Adam Benford e il capo dell'organizzazione segreta conosciuta come La Famiglia. È stato il responsabile della distruzione di Raccoon City. Nel 1998 negozia con lo scienziato dell'Umbrella Corporation e creatore del virus G, William Birkin. Simmons stava per ottenere il virus G insieme ai dati di ricerca che permetterebbe al governo di recidere i suoi legami illeciti con l'Umbrella Corporation e condurre il proprio sviluppo. Con la fuoriuscita del virus T che ha decimato la città di Raccoon City Simmons ha utilizzato il caos dell'incidente come un caso di studio per valutare l'efficacia B.O.W. In un momento imprecisato prima dell'Incidente di Raccoon City, Simmons incontrò la spia Ada Wong e se ne innamorò. Nel 1998 incita il governo di distruggere Raccoon City.
- Ustanak: principale antagonista del gioco (della campagna di Jake). È un enorme mostro con un grosso braccio destro meccanico.
- Carla Radames: era una ricercatrice geniale alle dipendenze di Derek C. Simmons e la mente principale dietro alla scoperta e lo sviluppo del Virus C. Per colpa delle follie di Simmons, venne trasformata in un doppelganger di Ada Wong tramite la sua stessa creazione e fondò la Neo Umbrella. Nutre rancore nei confronti di Simmons, cercherà di rivendicarsi per lanciare il missile per scoppiare il virus C, scatenarsi verso alla Cina.

## Struttura del gioco
L'intera storia del gioco è suddivisa in quattro campagne differenti, che vedono il ritorno dei personaggi classici della serie con alcuni nuovi arrivati. Ogni protagonista sarà accompagnato da un partner, incentivando la natura cooperativa del gioco.

## Sviluppo
Jun Takeuchi annunciò più volte l'esistenza di un ipotetico sesto capitolo e della sua intenzione di renderlo un nuovo punto di partenza per la saga, successivamente però il producer di Capcom Masachika Kawata, tornò sull'argomento dichiarando "sarà completamente diverso dai precedenti", specificando che sarebbe però stato anche "vecchio stampo", riferendosi al fatto che avrebbe mantenuto le caratteristiche d'azione e survival horror che avevano sempre contraddistinto i giochi della serie principale.
Il primo trailer ufficiale è stato svelato il 19 gennaio 2012 rivelando subito la data d'uscita per le versioni console: 20 novembre 2012.
Il secondo trailer ufficiale è stato pubblicato in occasione del Captivate il 10 aprile 2012. Capcom con tale video svela l'anticipo dell'uscita Xbox 360 / PS3 spostando la data di pubblicazione al 2 ottobre 2012. Infine il 18 settembre 2012 è uscito in esclusiva una demo del gioco per PlayStation 3, scaricabile attraverso PlayStation Network, e per Xbox 360 scaricabile via Xbox Live. La demo si differenzia da quella precedente (la prima demo fu incluso nel videogioco Dragon's Dogma) per le tre campagne in modalità online e offline: Leon S. Kennedy e Helena Harper impegnati nella Ivy University, Jake Muller e Sherry Birkin alla prese con dei J'avo nelle strade di Edonia e Chris Redfield e Piers Nivans in Cina.
La Capcom, tramite un comunicato, ha annunciato che al gioco verrà applicato il doppiaggio italiano, proprio come avvenuto per Resident Evil: Revelations e Resident Evil: Operation Raccoon City.
L'ultimo trailer diffuso in rete conferma la presenza di Chris Redfield e Leon Scott Kennedy come personaggi principali. Si avrà anche il ritorno di Sherry Birkin, figlia di William Birkin, divenuta un agente speciale e un membro della scorta del Presidente degli Stati Uniti; Sherry farà coppia con l'ex mercenario Jake Muller, definito il "figlio" di Albert Wesker. Confermata anche la presenza di Ada Wong.
Stando alle dichiarazioni di Hiroyuki Kobayashi, produttore esecutivo dell'ultimo capitolo di Resident Evil, il team al lavoro sull'ultima incarnazione di questo popolarissimo franchise è il più grande mai visto per un titolo Capcom, sarebbero infatti oltre 600, le persone coinvolte nelle fasi di sviluppo di Resident Evil 6.
Secondo alcune voci, i DLC del gioco, ancora in sviluppo presso Capcom, godranno dell'esclusiva temporale su Xbox 360.
In agosto 2012, Famitsū pubblica la Campagna di Ada Wong, che sarà disponibile una volta che i giocatori completeranno le campagne di Leon, Chris e Jake.
Modalità Agent Hunt, grazie alla quale è possibile giocare come zombi o J'avo, attaccando i personaggi principali del gioco. Impersonando queste orride creature i giocatori potranno contare su nuove mosse ed attacchi specifici della creatura controllata, inclusi tutte le varianti dati dalla mutazione.
Per la versione su PC si dovrà attendere a lungo, sino al 22 marzo 2013: il team che sta lavorando a questo secondo progetto, ha precisato Capcom, è molto più ristretto rispetto a quello che è stato contattato per la versione su console, ma questo non intaccherà la qualità finale del prodotto che potrà essere equiparabile all'avventura su Xbox e Playstation.

## Versione alternativa

### Edizione rimasterizzata
Il 25 febbraio 2016 è stato annunciato Resident Evil 6 Remastered, versione rimasterizzata per PlayStation 4 e Xbox One. Il titolo gira a 60 fps, con una risoluzione in 1080p ed ha il supporto dei trofei/obiettivi. Nel gioco sono inclusi tutti i contenuti extra e una nuova modalità intitolata No Mercy Mode. Inoltre per trovare più facilmente le partite online è stata aggiunta la modalità Cycle Mode. Questa versione del gioco non è compatibile con Resident Evil.net.

## Sequel
Il 24 gennaio 2017 è stato pubblicato Resident Evil 7: Biohazard.